# USSF Division 2 Pro League
L'USSF Division 2 Pro League fu un campionato di transizione, organizzato direttamente dalla Federazione calcistica degli Stati Uniti d'America, per mettere fine a un contenzioso che contrapponeva due leghe decise a farsi accreditare entrambe come secondo livello del calcio nordamericano, dietro la Major League Soccer.

## Storia
L'USSF Division 2 Pro League nasce a causa del conflitto che contrapponeva la neonata NASL e la USL. La prima era stata fondata il 23 novembre 2009 da nove squadre che, contrarie alla vendita da parte della Nike della quota partecipativa della USL alla NuRock Soccer Holdings, decisero di fondare una nuova lega, riprendendo l'antica denominazione del massimo campionato americano attivo fino agli anni '80. La vecchia lega, in disaccordo con l'associazione dei proprietari "scissionisti", chiese alla federazione americana di intervenire decidendo sul contenzioso.
La USSF riscontrò che tre dei club che avevano aderito alla NASL erano ancora contrattualmente obbligati a rimanere con la USL, e in questo modo nessuno dei due contendenti raggiungeva il numero minimo di otto partecipanti necessario all'accreditamento da parte della federazione stessa. Si optò così per un campionato provvisorio che raccogliesse le formazioni di entrambi gli schieramenti.
Le squadre furono divise in due conference sulla base della lega giuridica di appartenenza: da un lato le squadre NASL Carolina RailHawks, Crystal Palace Baltimore, Impact de Montréal, Miami FC, AC St. Louis e Vancouver Whitecaps. Dall'altro i ribelli Minnesota Stars (in sostituzione dei concittadini Thunder, nel frattempo falliti), Rochester Rhinos e FC Tampa Bay, nonché i rimanenti club fedeli alla USL Austin Aztex, Portland Timbers e Puerto Rico Islanders.
Da segnalare che il club NASL degli Atlanta Silverbacks decise di non partecipare al torneo.
Al termine della stagione la NASL fu definitivamente indicata dalla federazione come nuova lega di secondo livello.

## Formula
Ogni squadra gioca quattro incontri, due in casa e due in trasferta, contro quattro avversari individuati per prossimità geografica, senza riguardo alle Conference; gioca poi due incontri, uno in casa e uno in trasferta, contro i restanti sette avversari. Si qualificano ai play-off le vincitrici di ogni Conference e le restanti migliori sei squadre in classifica generale.

## Classifiche

### NASL Conference
|  | Pos. | Squadra             | Pt | G  | V  | N  | P  | GF | GS | DR  |
|  | ---- | ------------------- | -- | -- | -- | -- | -- | -- | -- | --- |
|  | 1.   | Carolina RailHawks  | 47 | 30 | 13 | 8  | 9  | 44 | 32 | +12 |
|  | 2.   | Vancouver Whitecaps | 45 | 30 | 10 | 15 | 5  | 32 | 22 | +10 |
|  | 3.   | Montréal Impact     | 43 | 30 | 12 | 7  | 11 | 36 | 30 | +6  |
|  | 4.   | Miami               | 33 | 30 | 7  | 12 | 11 | 37 | 49 | -12 |
|  | 5.   | A.C. St. Louis      | 29 | 30 | 7  | 8  | 15 | 32 | 48 | -16 |
|  | 6.   | Crystal Palace B.   | 24 | 30 | 6  | 6  | 18 | 24 | 55 | -31 |

      Ammesso ai play-off come vincitrice di Conference
      Ammesso ai play-off

### USL Conference
|  | Pos. | Squadra          | Pt | G  | V  | N  | P  | GF | GS | DR  |
|  | ---- | ---------------- | -- | -- | -- | -- | -- | -- | -- | --- |
|  | 1.   | Rochester Rhinos | 54 | 30 | 16 | 6  | 8  | 38 | 24 | +14 |
|  | 2.   | Austin Aztex     | 53 | 30 | 15 | 8  | 7  | 53 | 40 | +13 |
|  | 3.   | Portland Timbers | 49 | 30 | 13 | 10 | 7  | 34 | 23 | +11 |
|  | 4.   | Minnesota Stars  | 40 | 30 | 11 | 7  | 12 | 32 | 36 | -4  |
|  | 5.   | P.R. Islanders   | 37 | 30 | 9  | 10 | 11 | 37 | 35 | +2  |
|  | 6.   | FC Tampa Bay     | 32 | 30 | 7  | 11 | 12 | 41 | 46 | -5  |

      Ammesso ai play-off come vincitrice di Conference
      Ammesso ai play-off

## Play-off
|  | Quarti | Quarti              | Quarti | Quarti |  |   | Semifinali          | Semifinali           | Semifinali | Semifinali |  |   | Finale             | Finale         | Finale | Finale |
|  |        |                     |        |        |  |   |                     |                      |            |            |  |   |                    |                |        |        |
|  | 2      | Carolina RailHawks  | 0      | 4      |  |   |                     |                      |            |            |  |   |                    |                |        |        |
|  | 2      | Carolina RailHawks  | 0      | 4      |  |   |                     |                      |            |            |  |   |                    |                |        |        |
|  | 7      | Minnesota Stars     | 0      | 0      |  |   |                     |                      |            |            |  |   |                    |                |        |        |
|  | 7      | Minnesota Stars     | 0      | 0      |  | 2 | Carolina RailHawks  | 0                    | 2          |            |  |   |                    |                |        |        |
|  |        |                     |        |        |  | 2 | Carolina RailHawks  | 0                    | 2          |            |  |   |                    |                |        |        |
|  |        |                     |        |        |  |   | 6                   | Montréal Impact      | 1          | 0          |  |   |                    |                |        |        |
|  | 3      | Austin Aztex        | 0      | 2      |  |   | 6                   | Montréal Impact      | 1          | 0          |  |   |                    |                |        |        |
|  | 3      | Austin Aztex        | 0      | 2      |  |   |                     |                      |            |            |  |   |                    |                |        |        |
|  | 6      | Montréal Impact     | 2      | 3      |  |   |                     |                      |            |            |  |   |                    |                |        |        |
|  | 6      | Montréal Impact     | 2      | 3      |  |   |                     |                      |            |            |  | 2 | Carolina RailHawks | 0              | 1      |        |
|  |        |                     |        |        |  |   |                     |                      |            |            |  | 2 | Carolina RailHawks | 0              | 1      |        |
|  |        |                     |        |        |  |   |                     |                      |            |            |  |   | 8                  | P.R. Islanders | 2      | 1      |
|  | 4      | Portland Timbers    | 0      | 1      |  |   |                     |                      |            |            |  |   | 8                  | P.R. Islanders | 2      | 1      |
|  | 4      | Portland Timbers    | 0      | 1      |  |   |                     |                      |            |            |  |   |                    |                |        |        |
|  | 5      | Vancouver Whitecaps | 2      | 0      |  |   |                     |                      |            |            |  |   |                    |                |        |        |
|  | 5      | Vancouver Whitecaps | 2      | 0      |  | 5 | Vancouver Whitecaps | 0                    | 0          |            |  |   |                    |                |        |        |
|  |        |                     |        |        |  | 5 | Vancouver Whitecaps | 0                    | 0          |            |  |   |                    |                |        |        |
|  |        |                     |        |        |  |   | 8                   | P.R. Islanders (dts) | 0          | 2          |  |   |                    |                |        |        |
|  | 1      | Rochester Rhinos    | 0      | 2      |  |   | 8                   | P.R. Islanders (dts) | 0          | 2          |  |   |                    |                |        |        |
|  | 1      | Rochester Rhinos    | 0      | 2      |  |   |                     |                      |            |            |  |   |                    |                |        |        |
|  | 8      | P.R. Islanders      | 2      | 1      |  |   |                     |                      |            |            |  |   |                    |                |        |        |
|  | 8      | P.R. Islanders      | 2      | 1      |  |   |                     |                      |            |            |  |   |                    |                |        |        |